# Age of Empires II: The Forgotten
Az Age of Empires II: The Forgotten hivatalos kiegészítőcsomag, mely az Age of Empires II-höz készült.
A játék a felhasználó számára teljes egészében meghagyja az alapjátékokat az eredeti állapotukban (azaz a régebbi játékokban is megtalálható civilizációkat és beállításokat nem módosítja), azonban öt új civilizációval és számos új küldetéssel, valamint apróbb módosításokkal (fejlettebb viselkedésű automatikus játékosok) bővíti azt.
Az új civilizációk között megjelentek a magyarok is, további civilizációk még: inkák, indiaiak, olaszok és szlávok. E népek közül az olaszok és a szlávok teljesen új épületszettet kaptak.
Az új MI-kat beállíthatjuk a számítógép ellenfélnek, így a réginél jóval erősebb gépi ellenfeleket kapunk. A kiegészítő magába építi a „UserPatch” módosításait. Ez a patch rengeteg javítást tartalmaz az 1.0c patch-hez képest. Az összes változtatás listája megtekinthető a patch weboldalán. 2013. november 7-én a kiegészítő hivatalos lett, The Forgotten néven.

## Játékmenet módosítások
- 5 teljesen új civilizáció
- 30 új kifejleszthető technológia
- 9 új egység
- 50+ populációs limit
- 11 új térkép
- 1 új épület
- 2 új épület szet
- 20 új szkenarió szerkesztőben elérhető egység[2]

### Civilizációk
| Épületstílus | Civilizáció |
| ------------ | ----------- |
| Újvilág      | inkák       |
| Közel-Kelet  | indiaiak    |
| Dél-Európa   | olaszok     |
| Közép-Európa | magyarok    |
| Közép-Európa | szlávok     |